# Imitador de Lippi-Pesellino

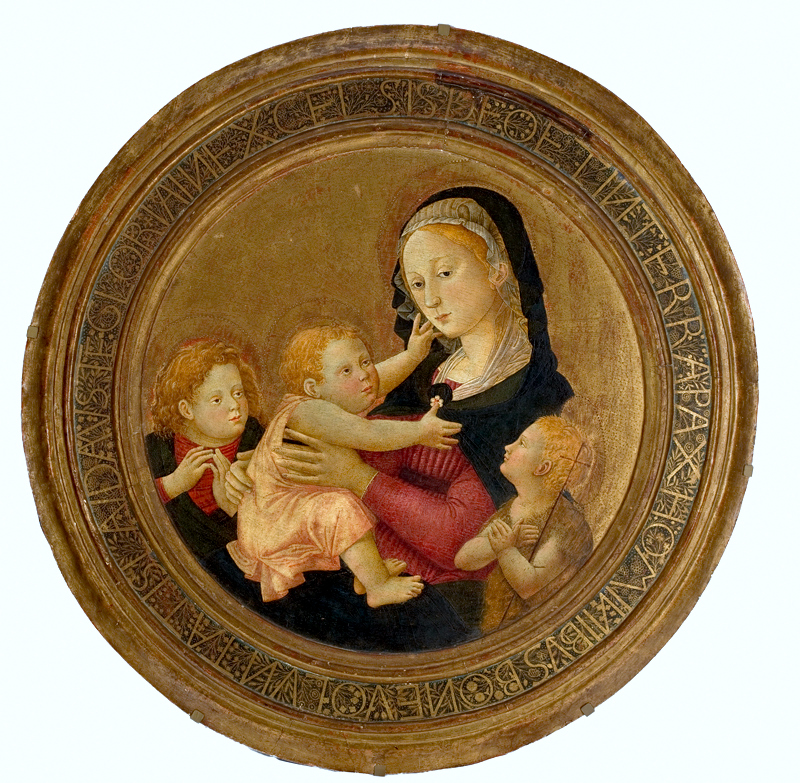
Virgem com o Menino, São João Batista criança e um anjo, 1460-1470
Tondo do Imitador de Lippi-Pesellino, no MASP, São Paulo

O Imitador de Lippi-Pesellino, já chamado Pseudo-Pier Francesco Fiorentino, foi um pintor anônimo da escola florentina do renascimento, ativo na segunda metade do século XV.

## Vida e obra
Desconhece-se a identidade do pintor. Foi provavelmente um discípulo e sobretudo imitador dos pintores florentinos Filippo Lippi e Francesco Pesellino. Por muito tempo, foi erroneamente identificado com Pier Francesco Fiorentino. Em 1932, Bernard Berenson notou que um grupo de obras então atribuídas a Pier Francesco Fiorentino deveriam na verdade pertencer a outro pintor. Cunhou então a expressão Pseudo-Pier Francesco Fiorentino para designar o possível autor dessas obras.
Em 1976, Federico Zeri observa a inadequação do nome proposto por Berenson, constatando que Pier Francesco Fiorentino demonstra ao longo da evolução de sua estética afinidades crescentes com a poética de Neri di Bicci, enquanto que o autor do supracitado grupo de obras parece manter um vínculo fiel com o círculo florentino, preferindo chamar o pintor anônimo de Imitador de Lippi-Pesellino, designação hoje amplamente aceita pela historiografia.
O Imitador de Lippi-Pesellino provavelmente freqüentou o ateliê de Filippo Lippi durante a década de 1440, junto com o Mestre da Natividade Castello e Domenico di Michelino, como parece indicar o fato de que muito provavelmente teve acesso direto aos desenhos e modelos de Filippo.
Bardi o define como "pequeno mestre característico, de técnica ainda um tanto insegura, porém mais aprimorada, comparando com a de Pier Francesco". De fato, o Imitador de Lippi-Pesellino parte de protótipos de Filippo Lippi, explorando com grande êxito o potencial decorativo dessas composições, visando atingir um público mais popular, ao qual as obras de Filippo eram inacessíveis.
Em suas derivações e cópias de obras do mestre florentino é comum o emprego do fundo dourado, com objetivo arcaizante, além da variação cromática esmaltada, que permite entrever uma técnica pictórica de qualidade. As figuras demonstram sempre simpatia e as composições se destacam pelo domínio acurado do desenho.
Atribui-se ao Imitador de Lippi-Pesellino um número considerável de obras, o que permite supor que o pintor comandasse um ateliê bastante ativo em Florença.